# Sloanea loquitoi
Sloanea loquitoi är en tvåhjärtbladig växtart som beskrevs av Pal.-duque. Sloanea loquitoi ingår i släktet Sloanea och familjen Elaeocarpaceae. Inga underarter finns listade i Catalogue of Life.